# Славно (гмина, Опочинский повет)
Славно (пол. Sławno) — сельская гмина (волость) в Польше, входит как административная единица в Опочненский повет, Лодзинское воеводство. Население — 7454 человека (на 2004 год).

## Соседние гмины
1. Гмина Бялачув
2. Гмина Иновлудз
3. Гмина Мнишкув
4. Гмина Опочно
5. Гмина Парадыж
6. Гмина Томашув-Мазовецки